# Max Lossow
Max Lossow, irrtümlich auch Karl von Lossow, (* 2. September 1856 in Glauchau; † 3. August 1924 in Dresden; vollständiger Name: Carl Josef Maximilian Lossow) war ein deutscher Verwaltungsjurist und sächsischer Regierungsbeamter.

## Leben
Max Lossow war eines von vier Kindern des Kaufmanns Emil Lossow und dessen Ehefrau Marie Emilie Albertine Lossow geborene Walther. Seine älteren Brüder waren Arthur Lossow und William Lossow. Er besuchte das Gymnasium in Zwickau und studierte Rechtswissenschaften an der Ruprecht-Karls-Universität Heidelberg, wo er Mitglied des Corps Guestphalia wurde und u. a. mit Bruno von Schuckmann und Günther von Seherr-Thoß Zeit im Karzer verbringen musste.
Das Studium beendete er 1881 an der Universität Leipzig.
Als Regierungsrat bei der Kreishauptmannschaft Zwickau wurde er 1898 zum Amtshauptmann der Amtshauptmannschaft Dippoldiswalde ernannt, wo er bis 1903 wirkte. Von 1903 bis 1907 war er Amtshauptmann der Amtshauptmannschaft Meißen. Er wurde Geheimer Regierungsrat und Vortragender Rat im Sächsischen Staatsministerium des Innern in Dresden sowie von 1910 bis 1922 Kreishauptmann der Kreishauptmannschaft Chemnitz. Er war Träger des Ritterkreuzes 1. Klasse vom Sächsischen Verdienstorden und des Ritterkreuzes 1. Klasse vom Albrechtsorden mit der Krone sowie seit 1906 des Offizierskreuzes des österreichischen Franz-Joseph-Ordens.

## Familie
Lossow heiratete am 19. Oktober 1889 in Meerane Elisabeth Auguste Müller.

## Auszeichnungen
- Dienstauszeichnung Landwehr (L.D.A.) 1. Klasse als Rittmeister der Reserve[8]
- Albrechts-Orden (Ritterkreuz I. Klasse mit der Krone)
- Sächsischer Verdienstorden Ritterkreuzes 1. Klasse
- 1906 Franz-Joseph-Orden Offizierskreuz